# إيلين أوبراين
إيلين أوبراين (بالإنجليزية: Eileen O'Brien)‏ هي ممثلة بريطانية، ولدت في 4 ديسمبر 1945.

## وصلات خارجية
- إيلين أوبراين على موقع IMDb (الإنجليزية)
- إيلين أوبراين على موقع ألو سيني (الفرنسية)
- إيلين أوبراين على موقع أول موفي (الإنجليزية)
- إيلين أوبراين على موقع قاعدة بيانات الأفلام السويدية (السويدية)
- إيلين أوبراين على موقع قاعدة بيانات الفيلم (الإنجليزية)